# Xhem Hasa
Xhem Hasa, znany także jako Xhemail Hasa lub Xhem Hasani (ur. marzec 1908 w Simnicy, zm. 6 maja 1945 w Beličicy) – albański wojskowy, jeden z najbardziej znanych działaczy Balli Kombëtar współpracujących z Osią.

## Życiorys
Xhemë Hasa pochodził z ubogiej, wielodzietnej rodziny i mieszkał w zachodniej Macedonii, będącą wówczas częścią Serbii, następnie Jugosławii. Pracował jako rolnik na własnym gospodarstwie. Antyalbańska polityka Królestwa Serbów, Chorwatów i Słoweńców (Jugosławii) zmusiła Hasę do porzucenia domu i emigracji do Albanii. Tam wstąpił do wojska, gdzie po czasie uzyskał rangę oficera. 
W 1941 wrócił na teren Macedonii, żeby pomagać Albańczykom zamieszkującym ten teren. Po kapitulacji Włoch w 1943 był dowódcą oddziałów Balli Kombëtar w Macedonii. Był jednym z dowódców w walkach przeciwko albańskim, jak i jugosłowiańskim partyzantom; Hasa we współpracy z Niemcami pokonał jedną z partyzanckich brygad w potyczce między Debarem a Peshkopią.
6 maja 1945 został zabity przez żołnierzy Jugosłowiańskiej Armii Ludowej.